# Молдавський грош

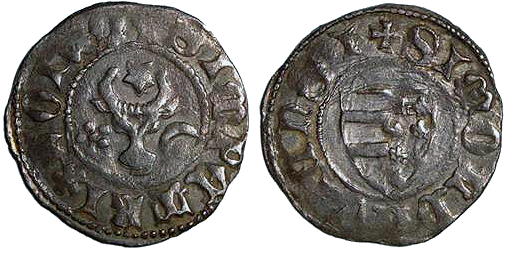
Грош часів Петру І Мушата.

Молда́вський гро́ш, або молдавський гріш — срібний грош, що карбувався у Молдавії в XIV—XVI століттях. Вироблявся у Сучаві. Перебував в обігу на території Молдавії, а також країн Центральної, Східної і Південної Європи, Західної Азії (Польщі, Угорщини, Волощини, Литви, Русі, Криму, Османської імперії тощо). Срібні гроші 2-ї половини XIV ст. є одними з найранішніх доказів використання молдавського герба.

## Петру І
Молдавське князівство почало випускати власні гроші за часів правління воєводи Петру I (1375—1391). Вони карбувалися у Сучаві від його ж імені. Ці срібні монети мали діаметр менше 2 см, вагу — до 1 г і називалася «грош».
На аверсі зображували Молдавський герб — турячу голову із п'ятипроменевою зіркою, трояндою і півмісяцем (які могли мінятися місцями); на реверсі — спрощений герб Угорського Анжуйського дому, сюзеренів Молдавії: розтятий щит, у правій частині якого дві-три балки, а у лівій — дві або більше лілій. Легенда на аверсі проголошувала: SIMPETRIWOIWOD («срібло Петра, воєводи»); легенда реверсі —  SIMOLD[AV]IENSIS («Молдавського»).
Туряча голова на грошах стала характерною ознакою для всіх подальших випусків молдавських монет. Вона є найнадійнішим елементом для розпізнавання середньовічних і ранньомодерних грошей Молдавії.

## Галерея

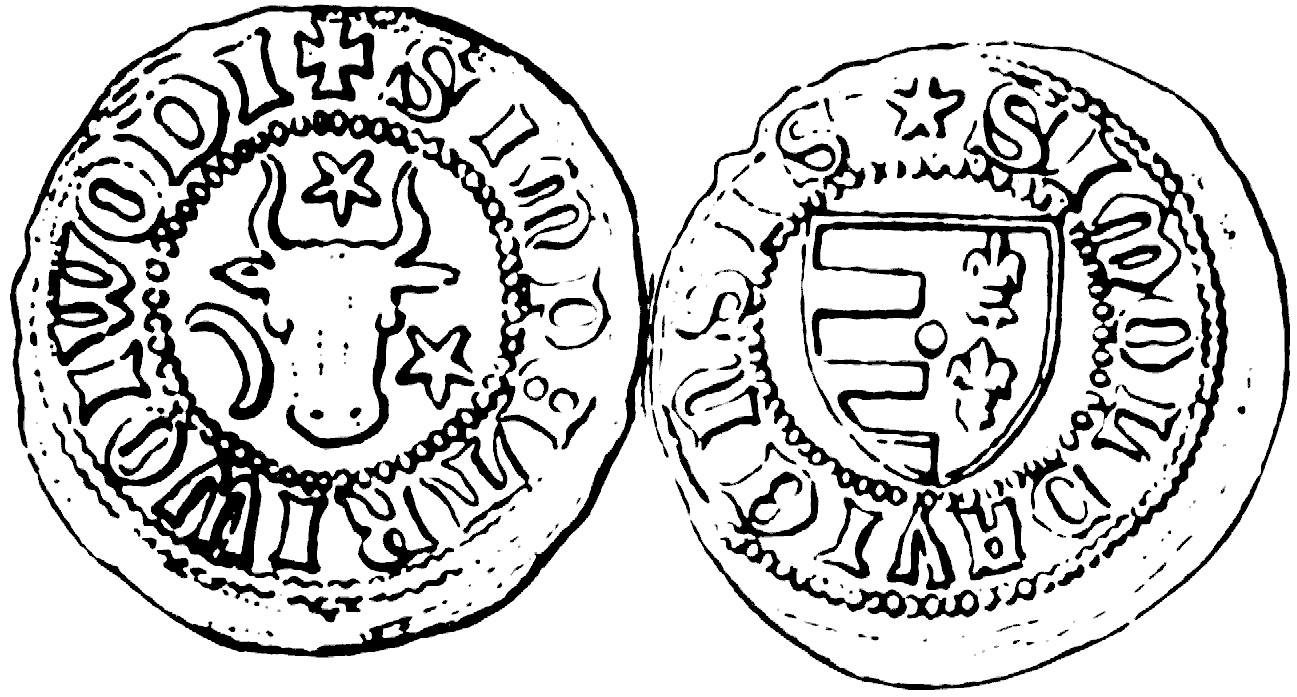
Грош Петру І
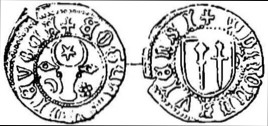
Грош Богдана II
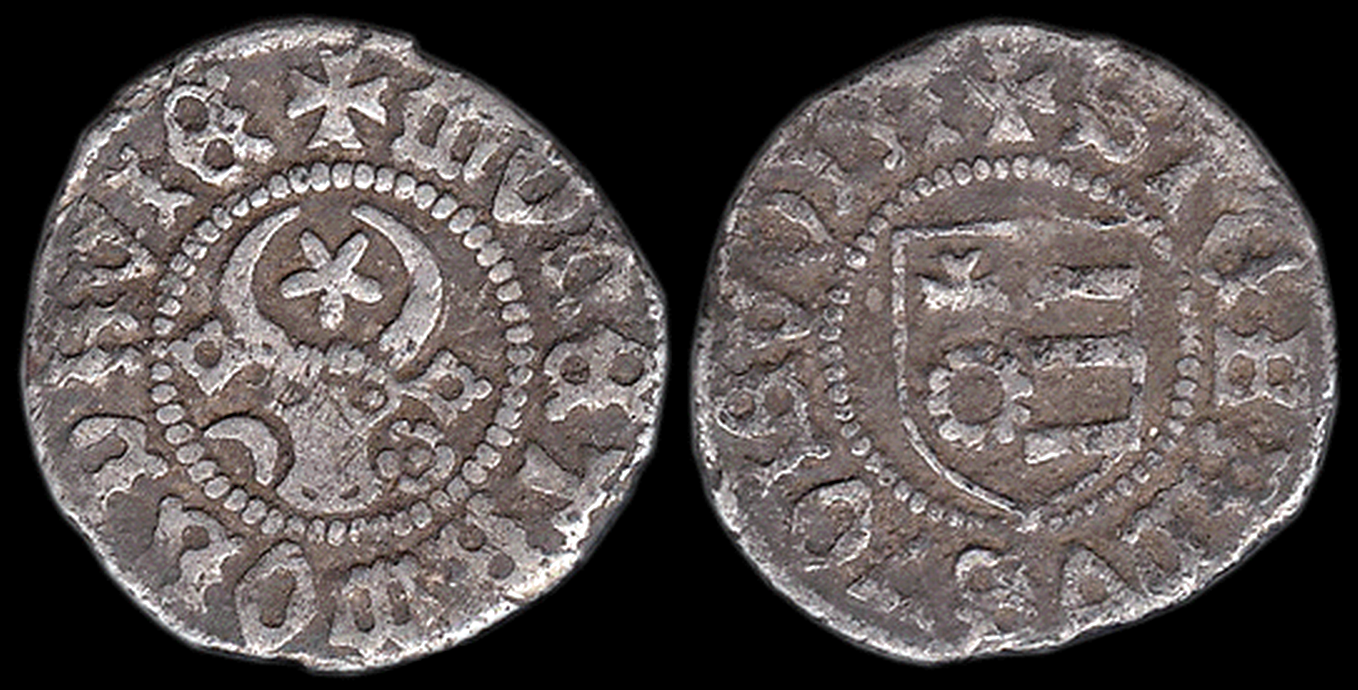
Грош Штефана III.

### Монографії
- Котляр, М.Ф. Галицька Русь у другій половині XIV—першій чверті XV ст. Історико-нумізматичне дослідження. Київ, 1968.
- Котляр, М.Ф. Грошовий обіг на території України доби феодалізму. Київ, 1971.
- Пивоваров, С.В. Нумізматичні пам'ятки Буковини  (античний та середньовічний час). Чернівці: Зелена Буковина, 2002. С. 101.
- Iliescu, O. Moneda în Romania 491–1864. Bucureşti, 1970.

### Статті
- Бырня, П.П. Руссев, Н.Д. Монеты средневековой Молдавии (Историко-нумизматические очерки) // Stratum plus. 1999. № 6. С. 176—262.  [Архівовано 5 грудня 2019 у Wayback Machine.]
- Нудельман, А.А. Находки монет эпохи феодализма из раскопок и сборов 1974–1976 гг. в Днесторовско-Прутском регионе // Археологические исследования в Молдавии. Кишинев, 1981. С. 179-191.
- Нумизматические исследования по истории Юго-Восточной Европы. Кишинев, 1990. С. 180-185.
- Полевой Л.Л. Зарождение денежного хозяйства Молдавского феодального государства (XIV в.) // Вопросы экономической истории Молдавии эпохи феодализма и капитализма. Кишинев, 1972. С. 6-38.